# Lunch (tecknad serie)
Lunch är en norsk tecknad serie, skriven och tecknad av  Børge Lund. 
Lunch utspelar sig i en kontorsmiljö som domineras av kverulanten och orosmomentet Kjell, den lille mannen med det stora egot som står en bit ner på stegen. Med dåliga idéer, låg arbetsmoral, olämpliga kommentarer och enstaka idiotiska upptåg lyckas han dock göra sig till centralfigur för det mesta som händer på firman.

## Bakgrund
I 2007 gjorde Børge Lund 15 strippar till Dagbladets serietävling. Han vann inte, men fortsatte att arbeta med den nya serien, som fick namnet Lunch. Efter två perioder som gästserie i Dagbladet fick Lunch en fast plats Teknisk Ukeblad på hösten 2008. Året efter fick serien fast publicering i Dagbladet.  
År 2010 fick Lund Pondus-prisen på 100.000 NOK för Lunch. I december samma år inledde Lund ett samarbete med Strand Comics. 

## Publicering
Sommaren 2013 fick Lunch sin egen tidning i Norge. Det var då den största nya serietidningssatsningen i Norge sedan Pondus och Nemi år 2000 respektive 2002. 
Sedan 2011 publiceras Lunch som en del av den svenska serietidningen Pondus.
I dag publiceras Lunch i mer än 70 tidningar i Norge och andra länder, däribland Dagbladet, Adresseavisen, Bergens Tidende, Stavanger Aftenblad, Sydöstran, Göteborgs-Posten och Sundsvalls Tidning (Sverige), Ekstrabladet (Danmark),  Iltalehti (Finland), Publimetro (Mexiko), La nacion (Costa Rica),  El diario expresso (Ecuador) och El informe de David (Panama). 

### Album
Lunch-striparna har genom åren samlats i album, som getts ut i Norge av Egmont Serieforlaget.
- K-o-m-i-n-u-k-i-s-j-o-n (2011)
- Angry Kjell (2012)
- Team Spirit (2012)
- Sykt travelt (2014)
- Pondus vs Lunch : klovner i kamp (2014)
- Ikke jobb mens jeg forstyrrer (2015)
- Godt forslag, men nei (2016)
- Hva var det jeg sa? (2017)

Inget Lunch-album har hittills kommit ut i Sverige.

## Figurer
- Kjell är en liten, skallig man med relativt liten kompetens när det gäller de uppgifter som han är satt att utföra, men med desto mer energi när det kommer till irrelevanta manipulationer. Han är gruset i maskineriet. En man med gedigen utbildning men med klen förmåga att använda den. Konspiratorisk av födsel och ohejdad vana.
- Nico är designer och har svurit trohetsed till Apple. Han är en svartklädd, minimalistisk estet, allergisk mot bland annat furumöbler och Microsoft.
- Backe (i Norge Bache) är chef för företaget, hur det har gått till är mycket oklart och definitivt oförtjänt. Bra på resekostnader och bonusar till styrelsen, dålig på affärsmoral, IT och inspirerande ledarskap.
- Thorsén (i Norge Torsen)  har den utsatta positionen som mellanchef och är den som håller skeppet flytande. Thorsén vet vad som krävs, hukar sig  i motvinden och levererar samvetsgrant - dag efter dag.
- Kalle är småbarnsfar och toffelhjälte som tycker att det mesta går som på räls. ”Det är i motlut det går uppåt!”
- Linn är projektledare och måltavla för de flesta av Kjells fördomar, vilket inte verkar bekymra henne nämnvärt. Är generellt Kjells överman på alla områden och kan i allmänhet hantera honom som hon vill.